# Ausonia (Italia)
Ausonia è un comune italiano di 2 409 abitanti  della provincia di Frosinone nel Lazio.

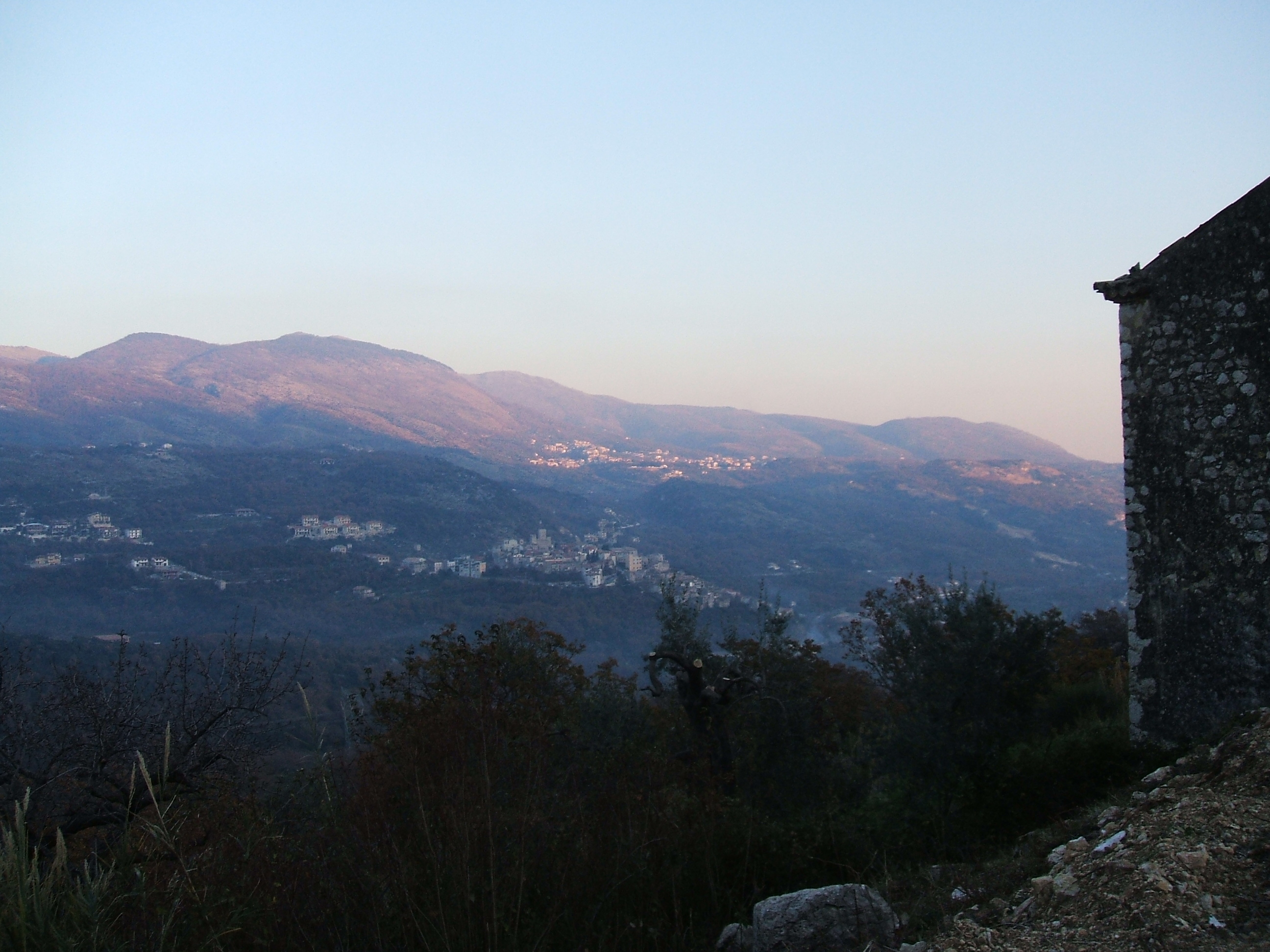
Vista panoramica di Ausonia e Coreno Ausonio (sullo sfondo)

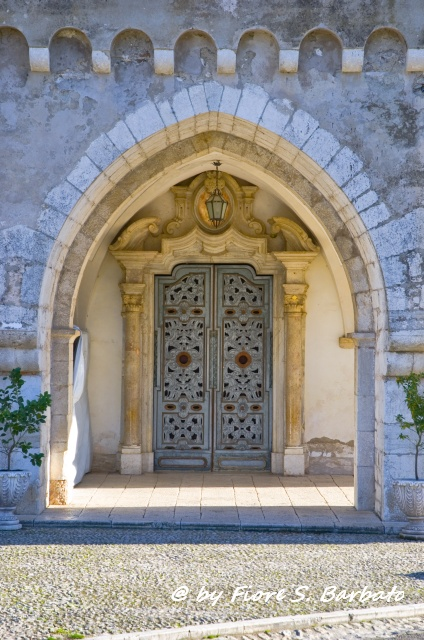
Santuario di Santa Maria del Piano

## Geografia fisica

### Territorio
Rientrante nel territorio della Valle dei Santi, nella parte meridionale del Lazio, al confine con la Campania, racchiusa tra le propaggini meridionali dei Monti Aurunci e delle Mainarde. La parte sud-occidentale del territorio comunale è dominata dall'imponente contrafforte del monte Fammera, che raggiunge i 1166 m s.l.m. nel territorio di Spigno Saturnia.
Nel suo territorio nasce il fiume Ausente, ultimo affluente di destra del fiume Garigliano.

### Clima
Il clima è particolarmente afoso, le temperature possono oscillare tra i 25° e i 40° nel periodo estivo. Nella stessa stagione i fiumi della valle - Liri, Gari e Garigliano - si prosciugano a tal punto che è possibile percorrerli a piedi per lunghi tratti.
Contrariamente, in inverno le temperature minime variano tra i 2° e i 6°; la valle è interessata sovente da fenomeni nebbiosi, con la visibilità che si riduce ai minimi termini.
È molto difficile che il territorio sia interessato da precipitazioni nevose. Negli ultimi anni sono state segnalate sporadiche nevicate, le cui tracce sono scomparse nell'arco di pochi minuti.

## Storia
Ausona (in lingua greca antica Auxòna, Αυξώνα), l'antica città del popolo italico degli Osci Ausoni, è una città di difficile localizzazione. Faceva parte della Pentapoli aurunca; alleata dei Capuani, venne distrutta dai Romani nel 314 a.C. ed i suoi abitanti passati per le armi. La città non rinacque dopo questo massacro.
Nei pressi dell'abitato moderno sono state rinvenute iscrizioni latine di età imperiale riguardanti la divinità di Ercole. Da alcuni studiosi, tali iscrizioni sono messe in relazione alla presenza di un'antica via processionale dedicata al culto del semidio, di cui in parte è ancora rintracciabile il percorso, che conduceva da Ausona alla costa tirrenica presso Minturno.
Nell'846, una flotta saracena pone sotto assedio Gaeta; gli assedianti si stabiliscono in località ad duos leones presso l'attuale Ausonia, prendendo il controllo delle vie di comunicazione verso sud.
Il castrum Fractarum (castello de Le Fratte), sorto su un territorio che fin dal X secolo faceva parte del ducato di Gaeta, viene nominato per la prima volta nel secolo XI in documenti dell'Abbazia di Montecassino e del ducato di Gaeta. Con la conquista normanna del Mezzogiorno d'Italia anche Ausonia, allora Fratte, farà parte del Regno di Sicilia, poi denominato Regno di Napoli, infine Regno delle Due Sicilie, fino al 1861, quando, con tutto il Sud, entrerà a far parte del neo proclamato Regno d'Italia. Dal XV secolo a seguire, fu feudo prima Caetani, poi Colonna e Carafa.
Il comune si trovò sul fronte durante la seconda guerra mondiale.

## Toponimo
Dal 1862 il nome Ausonia sostituisce il nome medievale Le Fratte. Il nome del Comune riprende quello dell'antica città preromana Ausona, anche detta Aurunca, distrutta durante la Seconda guerra sannitica nel 314 a.C., e mai più rinata.

## Monumenti e luoghi d'interesse

### Architetture religiose
- Santuario di Santa Maria del Piano

Il santuario della Madonna del Piano (o delle Fratte) è stato eretto nel secolo XV su una struttura del XII. Nel 1954 sono stati effettuati i restauri per rimediare ai danni della Seconda guerra mondiale. La fondazione della chiesa risale al 1100, quando venne realizzata sul luogo di un antico tempio pagano, forse della dea Concordia, per custodirvi una statua in legno policromo della Madonna col Bambino, proveniente dalla vicina Castro dei Volsci. Nell'interno, nella parete a sinistra dell'ingresso, si nota il monumento funebre del poeta e umanista Elisio Calenzio (1430-1503), nato a Le Fratte. Poco più avanti si trovano i sepolcri commissionati dal frattese Girolamo Ottinelli per la moglie Cassandra Santini (1535-1568), nobildonna napoletana, e per il fratello Mario Ottinelli (1533-1565).
- Chiesa della Madonna di Correano

Fu eretta alle pendici del monte Fammera intorno all'XI secolo, sui resti di una villa romana. All'interno della chiesa, sul lato destro è visibile un affresco di San Nicola, di scuola benedettina, coevo agli altri affreschi custoditi all'interno della chiesa di S. Antonio Abate in Castelnuovo. La presenza dell'affresco viene ricollegata al forte legame che legava Selvacava al porto ed agli Ipati di Gaeta. Esternamente la chiesa presenta una torre di avvistamento ubicata sull'ingresso della chiesa, riportante una stele romana dedicata al console Coriolano e un muro in opera poligonale megalitica di contenimento del piazzale.
- Collegiata di San Michele Arcangelo

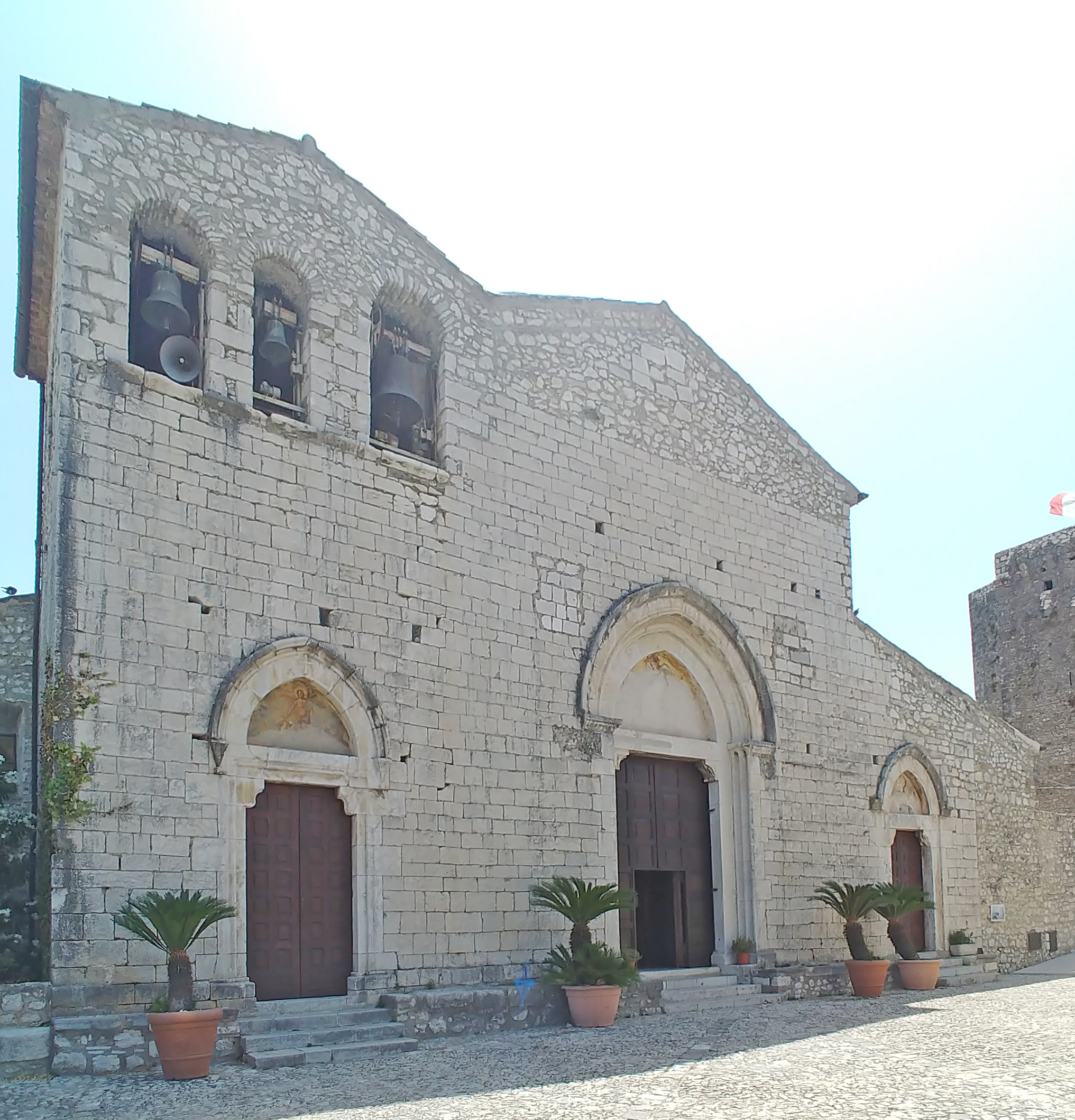
La collegiata di San Michele Arcangelo

La collegiata di San Michele Arcangelo, in pietra bianca, è il monumento più antico di Ausonia, sorto tra la fine del XII e l'inizio del XIII secolo sui resti di un antico tempio pagano dedicato a Ercole, ancora oggi le are ed i cippi dell'antico tempio sono visibili all'interno.
Rimaneggiata più volte ha smarrito gli elementi originali della facciata, delle arcate, della torre campanaria.
Bellissimi i tre portali incorniciati da archi a sesto acuto con le lunette affrescate con le immagini del Cristo, di S. Michele e della Vergine.
Già dalla porta principale si è colpiti dalla imponenza della basilica, disposta su tre navate divise da pilastri, che neanche la pesante ristrutturazione neoclassica e barocca subita nell'Ottocento riesce a sminuire. All'ingresso, due are funerarie, usate oggi come acquasantiere.
Ai lati del presbiterio due rampe di scale conducono nella cripta, oggi disadorna, usata a lungo come ossario.
Altri due reperti, inseriti in epoca medioevale nel secondo e quarto pilastro di destra, sono stati riportati alla luce con i lavori di restauro: un'ara che raffigura una clava e una pelle leonina, emblemi di Ercole e, alla base del secondo pilastro, un cippo, sempre con gli emblemi di Ercole sui lati.
- Chiesa di Santa Maria a Castello (oggi sconsacrata, adibita ad auditorium)

Il tempio, certamente esistente agli inizi del Trecento, come risulta da antichi documenti, aveva del tutto perduto il suo aspetto originario in seguito all'intervento del Giovannoni che, nel 1940, rifece la facciata in stile neoclassico, ornandola con due coppie di lesene a capitelli ionici, su alte basi.
Lavori di restauro hanno lasciati immutato il prospetto principale, riportando a vista la struttura originaria, a pietra viva, delle altre pareti e del campanile. Esso è ornato da un orologio con quadrante di maioliche napoletane del Settecento.
Lo stesso intervento ha evidenziato la primitiva struttura gotico-francescana dell'interno: un vasto ambiente caratterizzato da un'aula unica a da un presbiterio, divisi da un grande arco in pietra. In un vano decorato a motivi floreali stilizzati, sullo sfondo di un'orditura quadrettata, che simula le stoffe, sotto una cornice trilobata, con cuspide, mutuata dalle cornici lignee o marmoree di gusto gotico, si colloca un'alta figura di Madonna. La Vergine, avvolta in un sobrio mantello azzurro, seduta su un cuscino, nell'atto di porgere il seno al Bambino, è presentata secondo la consueta iconografia medievale della Madonna delle Grazie: Maria, madre di tutti (Mater Omnium). Sullo sfondo del dipinto, le iniziali M ed O delle due parole latine. Perché questa Chiesa sia sprovvista di altri affreschi si spiega, in parte, attraverso un documento della fine del Settecento, che vede protagonista Alessandro Petronio, che in cambio della possibilità di aprire in essa un vano comunicante con la sua abitazione sistemò la parete sinistra dell'edificio.

### Architetture militari

#### Castello medievale
- Risalente all'XI secolo, il Castello Medievale, dal 2004 centro del Museo della Pietra, fu costruito dai principi di Capua in onore all'Abbazia di Montecassino. È un pregevole esempio di architettura dell'anno mille, originario castrum intorno al quale si è sviluppata Ausonia. In posizione strategica fra Gaeta e Montecassino, il castrum Fractarum risentì della sua posizione di confine tra il Ducato di Gaeta e i possedimenti dell'Abbazia di Montecassino, passando negli anni prima all'uno e poi all'altro.

### Architetture civili

#### Palazzo di Girolamo Ottinelli (1570)
L'elegante palazzetto, situato nella parte bassa dell'abitato, ha un giardino retrostante affacciato sulla valle. Fu costruito dal frattese Girolamo Ottinelli come luogo di pace e di ozio per sé e per gli amici, secondo l’iscrizione da lui apposta sui due blocchi d’imposta nell’arco del portale maggiore: HIERONYM(US) OPTINELL(US) SIBI ET AMICIS M. D. LXX. Il frattese Girolamo Ottinelli era probabilmente imparentato con il giurista e poeta Fabio Ottinelli, che si qualifica come Fractensis, e con la nobildonna napoletana Beatrice Ottinelli.

### Aree naturali
- Parco naturale dei Monti Aurunci

## Società

### Evoluzione demografica
Abitanti censiti

### Lingue e dialetti
Il dialetto parlato nel paese appartiene ai dialetti laziali meridionali, con qualche elemento dei dialetti laziali centro-settentrionali e abruzzesi, benché occorra osservare che il dialetto originario, specialmente fra le giovani generazioni, appare contaminato da un generico romanesco rustico o suburbano, probabilmente per la presunta aura di prestigio che spira dal capoluogo di regione nonché capitale d'Italia. Tale fenomeno caratterizza, in diversa misura, tutti i comuni del Lazio meridionale.

## Cultura

### Istruzione

#### Biblioteche
- Sistema Bibliotecario Valle dei Santi

#### Musei
- Museo della Pietra

## Economia
Di seguito la tabella storica elaborata dall'Istat a tema Unità locali, intesa come numero di imprese attive, ed addetti, intesi come numero di addetti delle imprese locali attive (valori medi annui).
|           | 2015                  |                              |                            |                |                       |                     | 2014                  |                | 2013                  |                |
| --------- | --------------------- | ---------------------------- | -------------------------- | -------------- | --------------------- | ------------------- | --------------------- | -------------- | --------------------- | -------------- |
|           | Numero imprese attive | % Provinciale Imprese attive | % Regionale Imprese attive | Numero addetti | % Provinciale Addetti | % Regionale Addetti | Numero imprese attive | Numero addetti | Numero imprese attive | Numero addetti |
| Ausonia   | 180                   | 0,54%                        | 0,04%                      | 423            | 0,4%                  | 0,03%               | 180                   | 390            | 176                   | 413            |
| Frosinone | 33 605                |                              | 7,38%                      | 106 578        |                       | 6,92%               | 34 015                | 107 546        | 35 081                | 111 529        |
| Lazio     | 455 591               |                              |                            | 1 539 359      |                       |                     | 457 686               | 1 510 459      | 464 094               | 1 525 471      |

Nel 2015 le 180 imprese operanti nel territorio comunale, che rappresentavano lo 0,54% del totale provinciale (33 605 imprese attive), hanno occupato 423 addetti, lo 0,4% del dato provinciale; in media, ogni impresa nel 2015 ha occupato poco più di due addetti (2,35).

## Infrastrutture e trasporti

### Strade
Ausonia, tramite la strada regionale 630 Ausonia (SR 630), già Strada statale 630 Ausonia, è collegata a Cassino e Formia, nella provincia di Latina.

## Amministrazione
Nel 1927, a seguito del riordino delle circoscrizioni provinciali stabilito dal regio decreto n. 1 del 2 gennaio 1927, per volontà del governo fascista, quando venne istituita la provincia di Frosinone, Ausonia passò dalla provincia di Caserta a quella di Frosinone.

### Gemellaggi
La città è gemellata con:
- Berzé-la-Ville

### Altre informazioni amministrative
- Fa parte della XIX Comunità Montana "L'Arco degli Aurunci" e del Parco naturale dei Monti Aurunci

## Sport

### Calcio
- 'ASD AUSONIA'